# لطف‌الله آجدانی
لطف‌الله آجدانی ( آجودانی) (متولد ۱۳۴۳ در آمل) مورخ و پژوهشگر برجسته تاریخ و برادر زاده ماشاالله آجودانی ادیب و مورخ مشهور ایرانی ؛ و از شاگردان نامدار استادان بزرگ تاریخ معاصر ایران از جمله دکتر سهراب یزدانی مقدم، دکتر علی اصغر مصدق و دکتر غلامحسین زرگری نژاد  است. حوزه تحقیقات و تالیفات او، تاریخ معاصر ایران، به ویژه انقلاب مشروطه و سنت و تجدد در ایران و تاریخ تحولات اندیشه‌های سیاسی در ایران است. او دانش آموخته رشته تاریخ از دانشگاه تربیت معلم زاهدان و دانشگاه شهید بهشتی تهران است که سالها در دانشگاه‌های مازندران تدریس کرده‌است. وی در سال ۱۳۸۷ موفق به کسب جایزه معلم نمونه ملی در ایران گردید. از آجدانی مقالات فراوانی در نشریات فرهنگی و ادبی چاپ و منتشر شده است.وی در دومین جشنواره ملی مطبوعات ایران موفق به کسب جایزه رتبه اول و تندبس بهتربن نویسنده سال مقالات سیاسی و اقتصادی کشور در مطبوعات گردید. او چند مناظره جنجالی در برنامه تلویزیونی زاویه در شبکه ۴ رسانه ملی ایران داشته‌است.
در کارنامه مطبوعاتی آجدانی، همکاری با ده‌ها نشریه مختلف از جمله نگاه نو - خیمه - خردنامه همشهری - نسیم بیداری - کیهان فرهنگی - مهرنامه - اعتماد - اعتماد ملی - کارگزاران - ایران - آرمان - هم‌میهن - فرهیختگان -روزنامه شهروند - روزنامه همشهری -شرق و جام جم و تالیف و انتشار صدها مقاله ، مصاحبه و نقد ، دیده می شود. وی همچنین سال‌ها مدیریت نشریه ماهنامه فرهنگی، سیاسی و اجتماعی دریچه را در ایران برعهده داشته و از چهره‌های شناخته شده رسانه‌ها و مطبوعات کشور ایران است. آجدانی در دولت حسن روحانی، مسوولیت‌های مدیریتی و اجرایی مختلفی را عهده‌دار گردید. از جمله: مشاور فرهنگی و رسانه‌ای استاندار مازندران ؛ فرماندار ویژه آمل ؛ مدیرکل آموزش و پژوهش استان مازندران ؛ ومدیر مرکز آموزش و پژوهش‌های توسعه و آینده نگری سازمان مدیریت و برنامه‌ریزی استان مازندران.آجدانی در دولت مسعود پزشکیان، به عنوان مشاور استاندار مازندران منصوب گردید.

## مناظره‌ها
مناظره‌های تلویزیونی لطف‌الله آجدانی در برنامه زنده زاویه از شبکه چهار با احمد رهدار، موسی نجفی، عباس سلیمی نمین، موسی حقانی ، یعقوب توکلی ، محمد صادق کوشکی و  منوچهر آشتیانی و نیز مناظره‌های لطف‌الله آجدانی با احسان نراقی در برنامه تلویزیونی عصر گفت‌وگو از جمله مناظره‌های پر مخاطب آجدانی است. مناظره لطف‌الله آجدانی که به صراحت لهجه در نقد و نظر علمی در محافل علمی، مطبوعاتی و سیاسی شناخته شده‌است، با غلامعلی حداد عادل مشاور عالی رهبر جمهوری اسلامی، رئیس سابق قوه مقننه، عضو شورای عالی انقلاب فرهنگی و مجمع تشخیص مصلحت نظام، رئیس فرهنگستان زبان و ادب فارسی و رئیس کمیسیون فرهنگی مجلس شورای اسلامی در برنامه زنده زاویه در سال ۱۳۹۰ بازتاب بسیار گسترده‌ای در ایران و رسانه‌ها و محافل علمی جهانی داشته‌است. برخی دیگر از مناظره‌های وی عبارتند از مناظره با احمد رهدار در دانشگاه کاشان به دعوت دفتر نمایندگی مقام رهبری در سال ۱۳۸۹ و در مؤسسه پژوهشگاه علوم اسلامی قم به دعوت دفتر تبلیغات مقام رهبری در سال ۱۳۹۱ و مناظره با عباس سلیمی نمین در دانشگاه فردوسی مشهد در سال ۱۳۹۰ و مناظره تلویزیونی با صادق زیبا کلام . او همچنین در چندین سمینار ملی و بین‌المللی به ارائه مقاله و سخنرانی پرداخته‌است. میزگردها و مصاحبه‌های سیاسی لطف‌الله آجدانی در شبکه جهانی انگلیسی زبان پرس تی وی نیز از برنامه‌های پر مخاطب در خارج از کشور بوده‌است.

## آثار
- کتاب روشنفکران ایران در عصر مشروطیت، لطف‌اﷲ آجدانی، تهران: اختران، چاپ پنجم.
- کتاب علما و انقلاب مشروطیت ایران، لطف‌اﷲ آجدانی، تهران: اختران، (چاپ ششم).
- کتاب اندیشه‌های سیاسی در عصر مشروطیت ایران، لطف‌اﷲ آجدانی، تهران: نشر علم.

آثار علمی منتشر شده لطف الله آجدانی از جمله آثار و منابع مهم پزوهشی در حوزه تاربخنگاری و اندیشه های سیاسی معاصر ایران است که در دانشگاه های ایران و در مقطع دکتری رشته علوم سیاسی، به عنوان یکی از منابع درسی دانشگاهی تدریس و تحصیل می شود.